# Austrália no Festival Eurovisão da Canção
A Austrália fez a sua estreia no Festival Eurovisão da Canção em 2015. A Austrália é o primeiro pais da Oceania (e o segundo fora da Eurásia a participar no certame.
A emissora pública australiana, SBS, fez a estreia do país no Festival Eurovisão da Canção 2015 com a canção "Tonight again", interpretada por Guy Sebastian. Apesar de estar fora da Zona Europeia de Radiodifusão, a União Europeia de Radiodifusão e emissora anfitriã ORF decidiram permitir a entrada australiana para comemorar o 60º aniversário do certame.

## Galeria

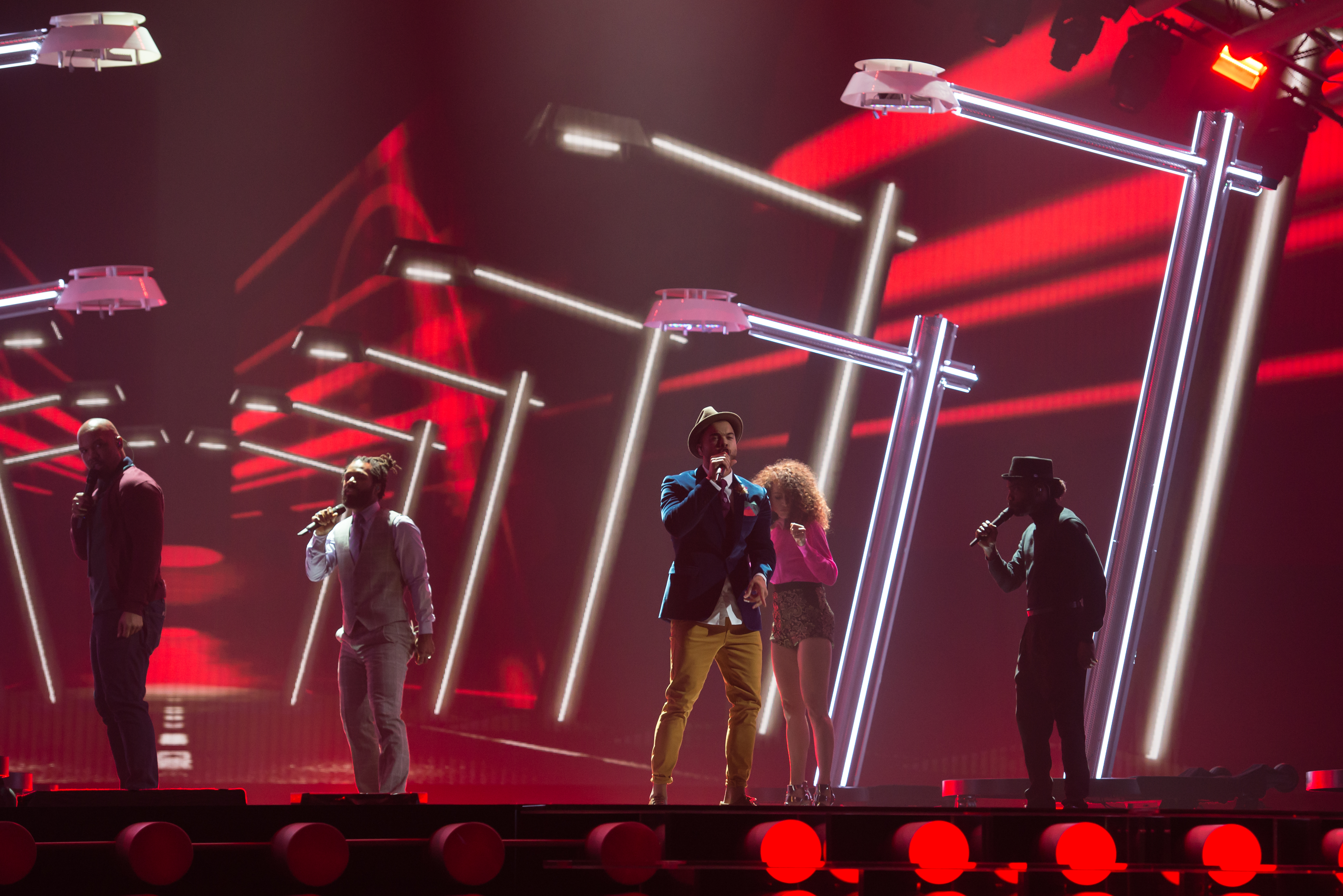
Guy Sebastian em Viena (2015)
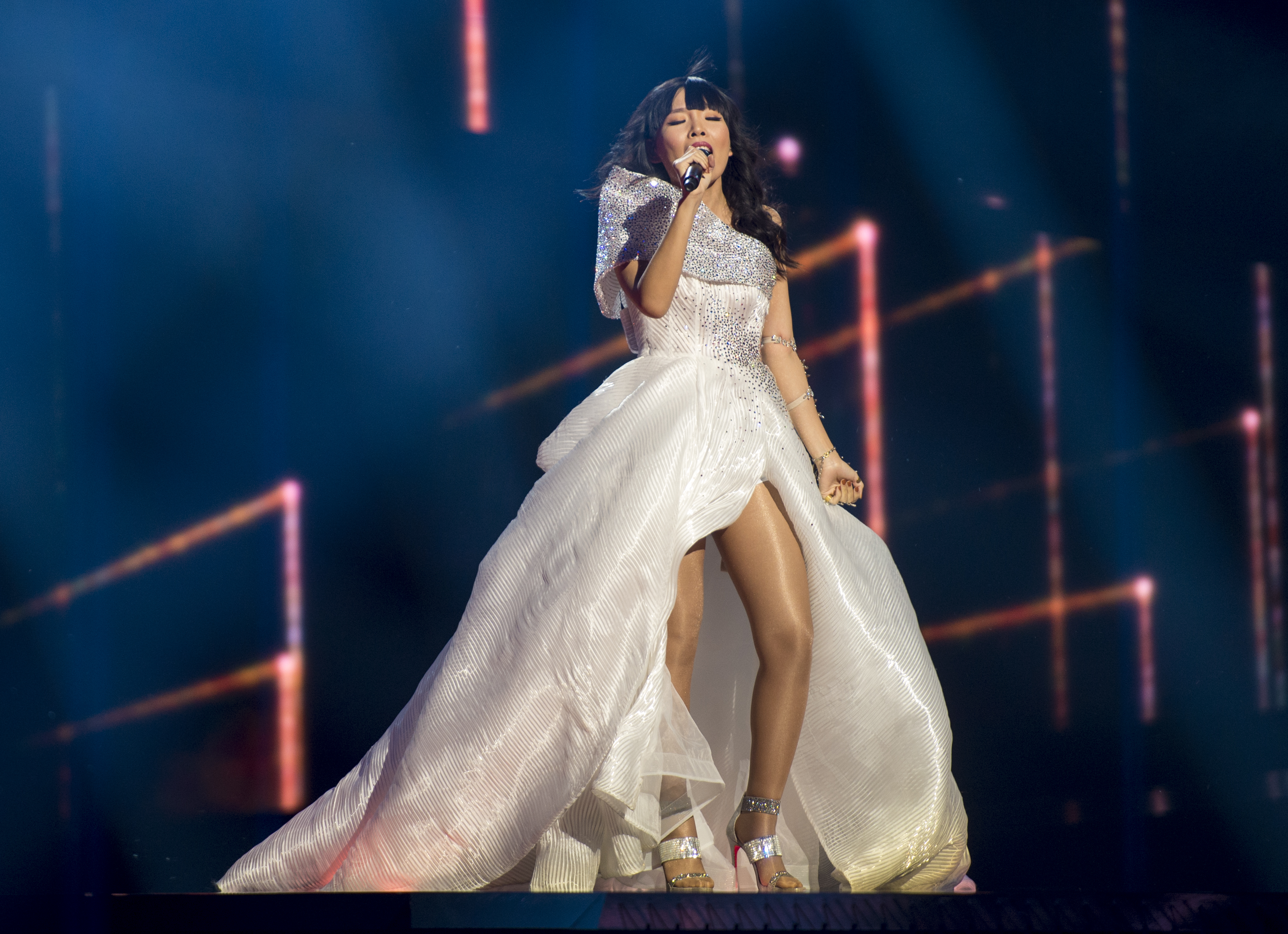
Dami Im em Estocolmo (2016)
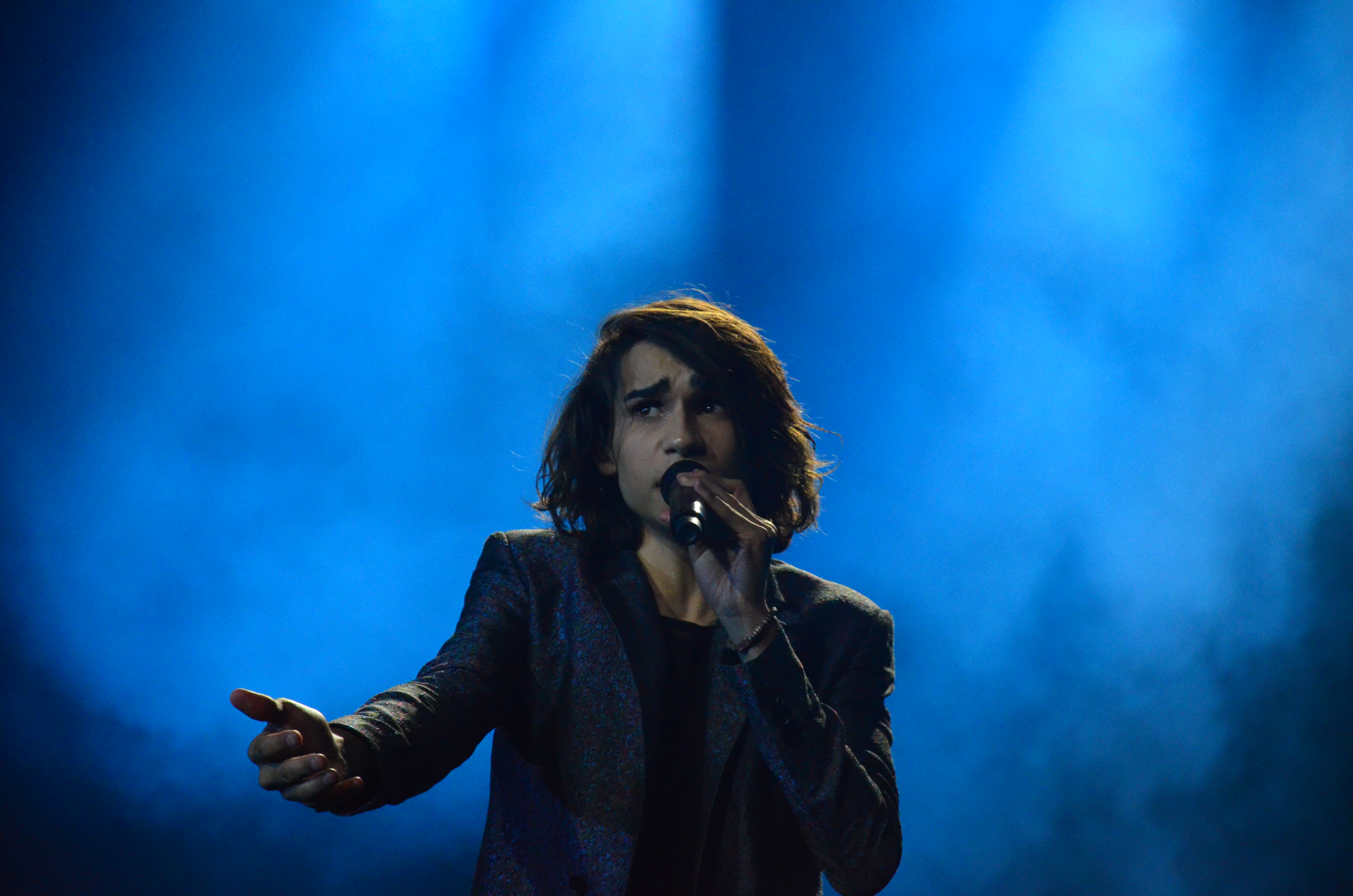
Isaiah Firebrace em Kiev (2017)
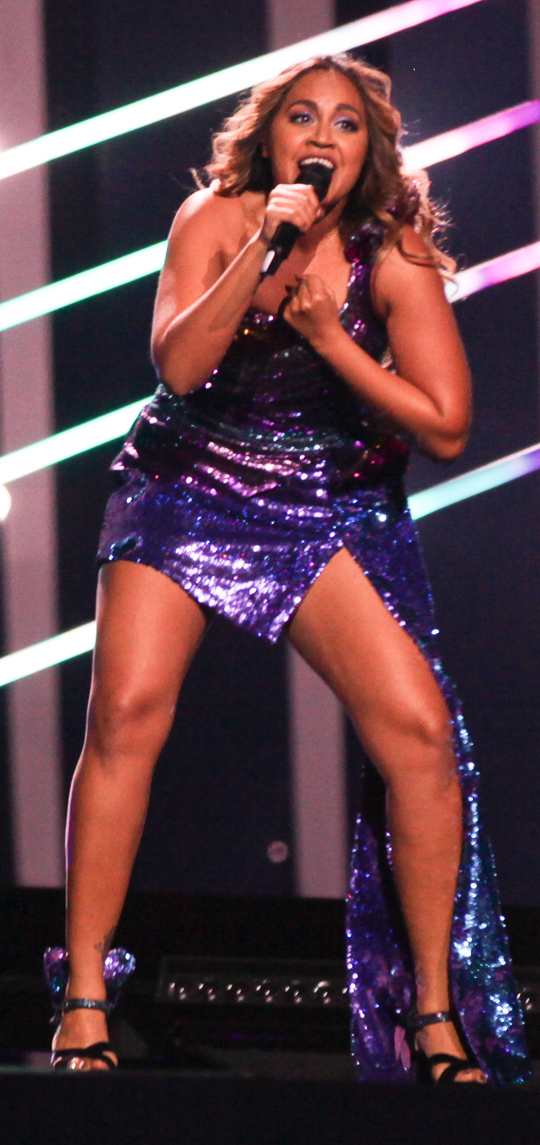
Jessica Mauboy em Lisboa (2018)
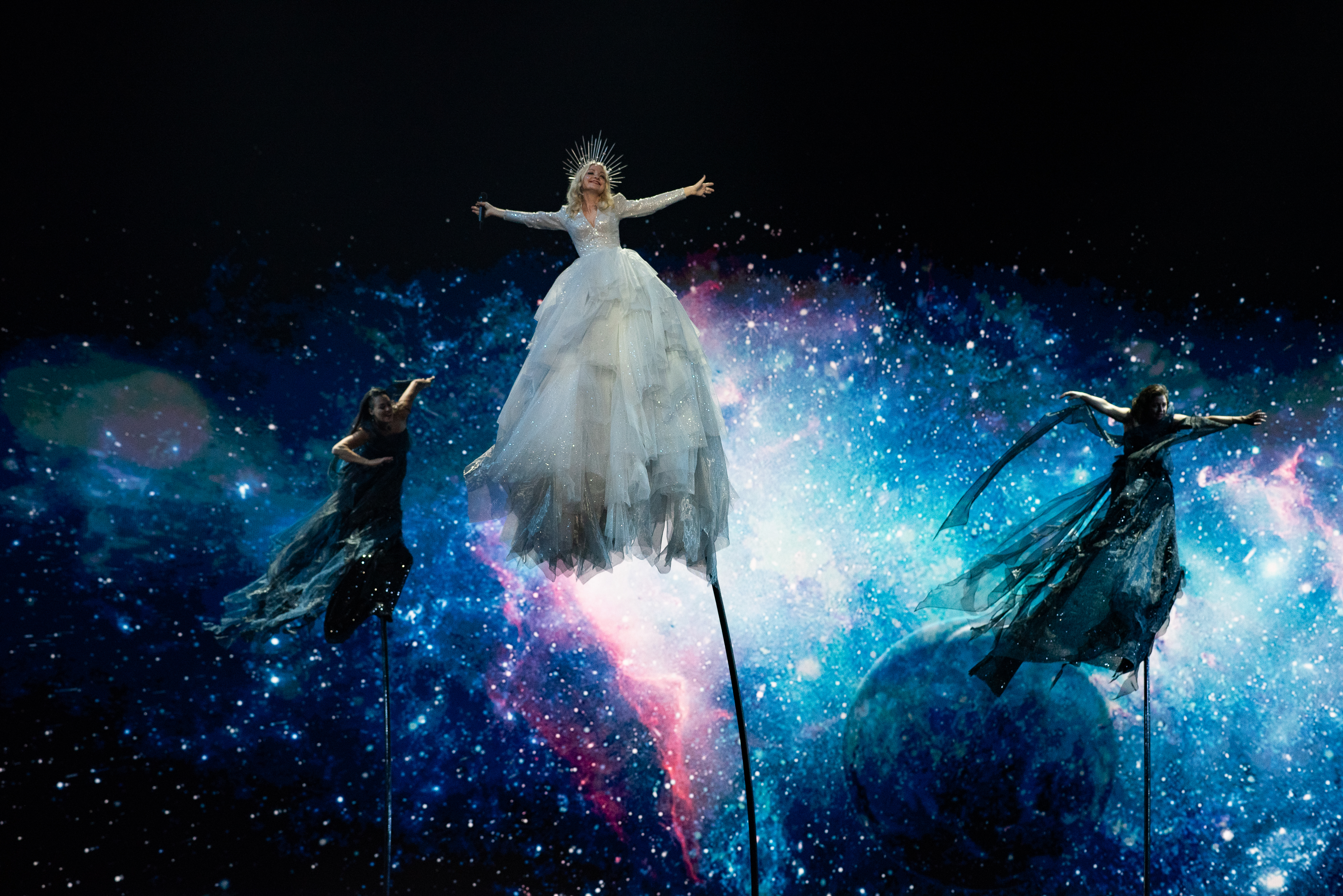
Kate Miller-Heidke em Tel Aviv (2019)

## Participações
Legenda
     Vencedor
     2.º lugar
     3.º lugar
     Pontuação Nula ("Null Points")/Último Lugar
     Melhor classificação (fora do top 3)
     Qualificação para a final (fora do top 3)
     País-anfitrião
     Desclassificado
| #   | Ano            | Artista            | Canção                               | Língua                   | Final                    | Pontos                   | Semi                     | Pontos                   |
| --- | -------------- | ------------------ | ------------------------------------ | ------------------------ | ------------------------ | ------------------------ | ------------------------ | ------------------------ |
| 1º  | Viena 2015     | Guy Sebastian      | "Tonight again" Esta noite outra vez | Inglês                   | 5º                       | 196                      | Finalista automático     | Finalista automático     |
| 2º  | Estocolmo 2016 | Dami Im            | "Sound of Silence" Som do silêncio   | Inglês                   | 2º                       | 511                      | 1º                       | 330                      |
| 3º  | Kiev 2017      | Isaiah Firebrace   | "Don't Come Easy" Não vem fácil      | Inglês                   | 9º                       | 173                      | 6º                       | 160                      |
| 4º  | Lisboa 2018    | Jessica Mauboy     | "We Got Love" Temos amor             | Inglês                   | 20º                      | 99                       | 4º                       | 212                      |
| 5º  | Tel Aviv 2019  | Kate Miller-Heidke | "Zero Gravity" Gravidade Zero        | Inglês                   | 9º                       | 284                      | 1º                       | 261                      |
|     | Roterdão 2020  | Montaigne          | "Don't Break Me" Não me Destruas     | Inglês                   | A edição não se realizou | A edição não se realizou | A edição não se realizou | A edição não se realizou |
| 6º  | Roterdão 2021  | Montaigne          | "Technicolour" Tecnicolor            | Inglês                   | Não se qualificou        | Não se qualificou        | 14º                      | 28                       |
| 7º  | Turim 2022     | Sheldon Riley      | "Not the Same" Não sou o mesmo       | Inglês                   | 15º                      | 125                      | 2º                       | 243                      |
| 8º  | Liverpool 2023 | Voyager            | "Promise" Promessa                   | Inglês                   | 9º                       | 151                      | 1º                       | 149                      |
| 9º  | Malmö 2024     | Electric Fields    | "One Milkali (One Blood)" Um Sangue  | Inglês & Yankunytjatjara | Não se qualificou        | Não se qualificou        | 11º                      | 41                       |
| 10º | Basileia 2025  | Go-Jo              | "Milkshake Man" Homem do batido      | Inglês                   | Não se qualificou        | Não se qualificou        | 11º                      | 41                       |

| Ano            | Artista            | Canção                    | Final             | Final             | Final             | Final             | Final             | Final             | Semi                 | Semi                 | Semi                 | Semi                 | Semi                 | Semi                 |
| Ano            | Artista            | Canção                    | Tlv.              | Pontos            | Júri              | Pontos            | Cl.               | Pontos            | Tlv.                 | Pontos               | Júri                 | Pontos               | Cl.                  | Pontos               |
| -------------- | ------------------ | ------------------------- | ----------------- | ----------------- | ----------------- | ----------------- | ----------------- | ----------------- | -------------------- | -------------------- | -------------------- | -------------------- | -------------------- | -------------------- |
| Viena 2015     | Guy Sebastian      | "Tonight again"           | 6º                | 132               | 4º                | 224               | 5º                | 196               | Finalista automático | Finalista automático | Finalista automático | Finalista automático | Finalista automático | Finalista automático |
| Estocolmo 2016 | Dami Im            | "Sound of Silence"        | 4º                | 191               | 1º                | 320               | 2º                | 511               | 2º                   | 142                  | 1º                   | 188                  | 1º                   | 330                  |
| Kiev 2017      | Isaiah Firebrace   | "Don't Come Easy"         | 25º               | 2                 | 4º                | 171               | 9º                | 173               | 15º                  | 21                   | 2º                   | 139                  | 6º                   | 160                  |
| Lisboa 2018    | Jessica Mauboy     | "We Got Love"             | 26º               | 9                 | 12º               | 90                | 20º               | 99                | 7º                   | 82                   | 3º                   | 130                  | 4º                   | 212                  |
| Tel Aviv 2019  | Kate Miller-Heidke | "Zero Gravity"            | 7º                | 131               | 6º                | 153               | 9º                | 284               | 2º                   | 140                  | 3º                   | 121                  | 1º                   | 261                  |
| Roterdão 2021  | Montaigne          | "Technicolour"            | Não se qualificou | Não se qualificou | Não se qualificou | Não se qualificou | Não se qualificou | Não se qualificou | 16º                  | 2                    | 14º                  | 26                   | 14º                  | 28                   |
| Turim 2022     | Sheldon Riley      | "Not the Same"            | 24º               | 2                 | 9º                | 123               | 15º               | 125               | 8º                   | 74                   | 2º                   | 169                  | 2º                   | 243                  |
| Liverpool 2023 | Voyager            | "Promise"                 | 20º               | 21                | 6º                | 130               | 9º                | 151               | Apenas televoto      | Apenas televoto      | Apenas televoto      | Apenas televoto      | 1º                   | 149                  |
| Malmö 2024     | Electric Fields    | "One Milkali (One Blood)" | Não se qualificou | Não se qualificou | Não se qualificou | Não se qualificou | Não se qualificou | Não se qualificou | Apenas televoto      | Apenas televoto      | Apenas televoto      | Apenas televoto      | 11º                  | 41                   |
| Basileia 2025  | Go-Jo              | "Milkshake Man"           | Não se qualificou | Não se qualificou | Não se qualificou | Não se qualificou | Não se qualificou | Não se qualificou | Apenas televoto      | Apenas televoto      | Apenas televoto      | Apenas televoto      | 11º                  | 41                   |

## Comentadores e Porta-vozes
| Ano(s)                             | Comentadores televisivos          | Votação                       | Votação                       | Votação                       | Votação                       |
| Ano(s)                             | Comentadores televisivos          | Porta-voz                     | Idioma utilizado              | Cidade                        | Plano de fundo                |
| ---------------------------------- | --------------------------------- | ----------------------------- | ----------------------------- | ----------------------------- | ----------------------------- |
| Sem transmissão entre 1956 e 1982  | Sem transmissão entre 1956 e 1982 | Sem permissão para participar | Sem permissão para participar | Sem permissão para participar | Sem permissão para participar |
| Sem comentador de 1983 a 2000      |                                   | Sem permissão para participar | Sem permissão para participar | Sem permissão para participar | Sem permissão para participar |
| 2001                               | Effie / Mary Coustas              | Sem permissão para participar | Sem permissão para participar | Sem permissão para participar | Sem permissão para participar |
| Comentários via BBC em 2002        |                                   | Sem permissão para participar | Sem permissão para participar | Sem permissão para participar | Sem permissão para participar |
| 2003                               | Des Mangan                        | Sem permissão para participar | Sem permissão para participar | Sem permissão para participar | Sem permissão para participar |
| 2004                               | Des Mangan                        | Sem permissão para participar | Sem permissão para participar | Sem permissão para participar | Sem permissão para participar |
| Comentários via BBC de 2005 a 2008 |                                   | Sem permissão para participar | Sem permissão para participar | Sem permissão para participar | Sem permissão para participar |
| 2009                               | Julia Zemiro e Sam Pang           | Sem permissão para participar | Sem permissão para participar | Sem permissão para participar | Sem permissão para participar |
| 2010                               | Julia Zemiro e Sam Pang           | Sem permissão para participar | Sem permissão para participar | Sem permissão para participar | Sem permissão para participar |
| 2011                               | Julia Zemiro e Sam Pang           | Sem permissão para participar | Sem permissão para participar | Sem permissão para participar | Sem permissão para participar |
| 2012                               | Julia Zemiro e Sam Pang           | Sem permissão para participar | Sem permissão para participar | Sem permissão para participar | Sem permissão para participar |
| 2013                               | Julia Zemiro e Sam Pang           | Sem permissão para participar | Sem permissão para participar | Sem permissão para participar | Sem permissão para participar |
| 2014                               | Julia Zemiro e Sam Pang           | Sem permissão para participar | Sem permissão para participar | Sem permissão para participar | Sem permissão para participar |
| 2015                               | Julia Zemiro e Sam Pang           | Lee Lin Chin                  | Inglês                        | Sydney                        | Baía de Sydney                |
| 2016                               | Julia Zemiro e Sam Pang           | Lee Lin Chin                  | Inglês                        | Sydney                        | Ópera de Sydney               |
| 2017                               | Myf Warhurst e Joel Creasey       | Lee Lin Chin                  | Inglês                        | Sydney                        | Ópera de Sydney               |
| 2018                               | Myf Warhurst e Joel Creasey       | Ricardo Gonçalves             | Inglês                        |                               |                               |
| 2019                               | Myf Warhurst e Joel Creasey       | Electric Fields               | Inglês                        |                               |                               |
| 2020                               | Cancelado devido ao COVID-19      | Cancelado devido ao COVID-19  | Cancelado devido ao COVID-19  | Cancelado devido ao COVID-19  | Cancelado devido ao COVID-19  |

## Historial de votação
| Austrália deu mais pontos a: | Austrália deu mais pontos a: | Austrália deu mais pontos a: |
| Rank                         | País                         | Pontos                       |
| ---------------------------- | ---------------------------- | ---------------------------- |
| 1                            | Bélgica                      | 70                           |
| 2                            | Suécia                       | 52                           |
| 3                            | Bulgária                     | 49                           |
| 4                            | Moldávia                     | 44                           |
| 5                            | Israel                       | 35                           |

| Austrália recebeu mais pontos de: | Austrália recebeu mais pontos de: | Austrália recebeu mais pontos de: |
| Rank                              | País                              | Pontos                            |
| --------------------------------- | --------------------------------- | --------------------------------- |
| 1                                 | Suécia                            | 60                                |
| 1                                 | Polónia                           | 60                                |
| 3                                 | Bélgica                           | 59                                |
| 4                                 | Dinamarca                         | 58                                |
| 5                                 | Reino Unido                       | 57                                |

## Prémios recebidos

### Marcel Bezençon Awards
| Ano  | Categoria         | Artista(s)         | Canção             | Anfitriã  | Classificação na final | Pontos |
| ---- | ----------------- | ------------------ | ------------------ | --------- | ---------------------- | ------ |
| 2016 | Prémio Composição | Dami Im            | "Sound of Silence" | Estocolmo | 2º                     | 511    |
| 2019 | Artistic Award    | Kate Miller-Heidke | "Zero Gravity"     | Tel Aviv  | 9º                     | 285    |